# Mauryk
Mauryk (Maurolicus muelleri) – gatunek małej morskiej, głębokowodnej ryby wężorokształtnej z rodziny przeźreniowatych (Sternoptychidae). Ma niewielkie znaczenie użytkowe.

## Występowanie
Północno-wschodnia oraz południowa część Oceanu Indyjskiego, zachodnia część równikowej strefy Oceanu Spokojnego, Ocean Atlantycki po region arktyczny (do 70° N), a także Morze Śródziemne. Gatunek batypelagiczny. Przebywa zwykle na głębokościach 300–400 m p.p.m., ale spotykany jest w znacznie głębszych wodach, co najmniej do 1524 m. Wykonuje dobowe migracje pionowe – w ciągu dnia przebywa w głębokich wodach, a w nocy podpływa ku powierzchni morza. Jest widywany przy burtach płynących statków. Często występuje w dużych zgrupowaniach.

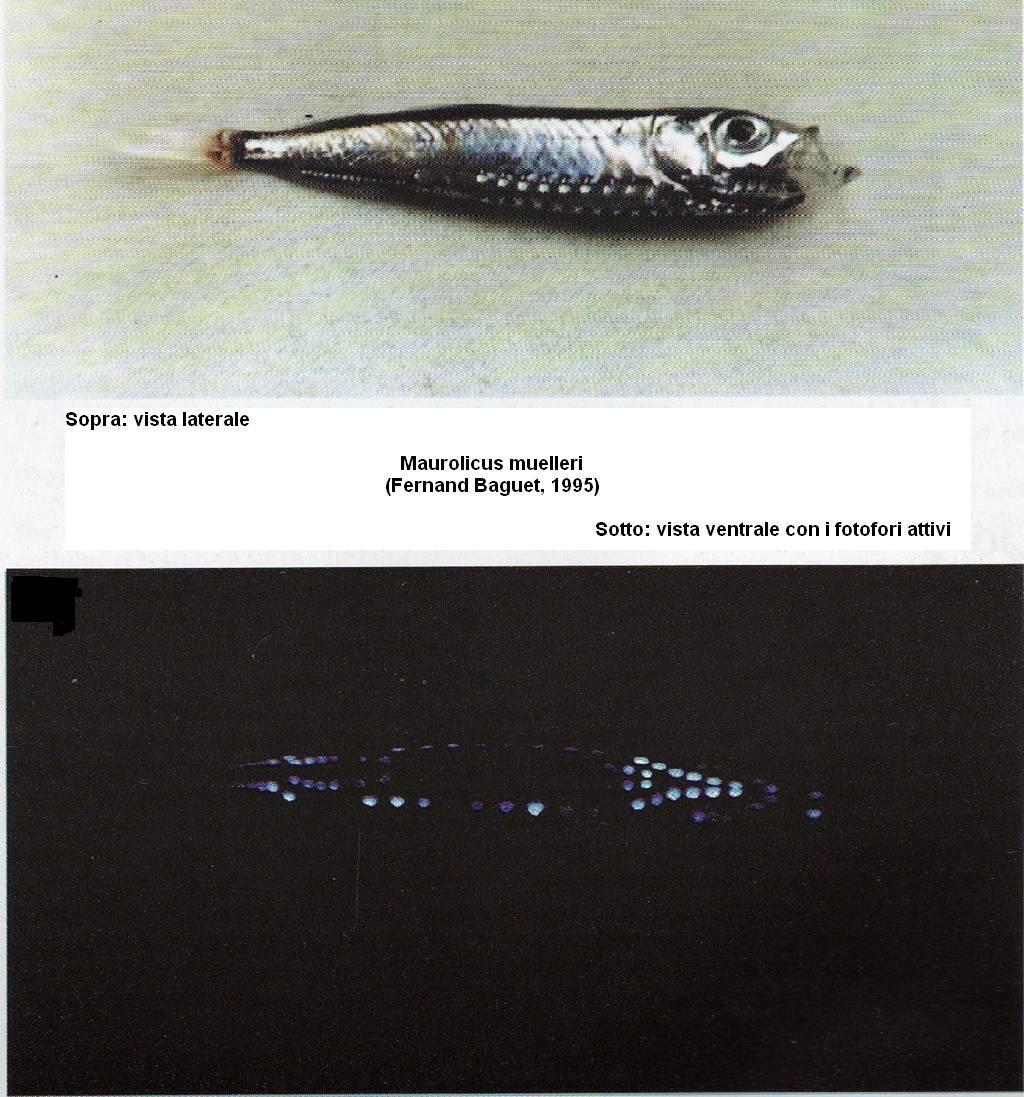
U góry osobnik złowiony w 1995 w Cieśninie Mesyńskiej, u dołu fotofory mauryka

## Cechy morfologiczne
Ciało wrzecionowate. Przeciętna jego długość wynosi 4 cm. Maksymalnie osiąga 8 cm długości całkowitej. Oczy duże. Na bokach ciała rozmieszczone są liczne narządy świetlne. Płetwa grzbietowa bez kolców, wsparta na 9–11 (10–12) miękkich promieniach. W płetwie odbytowej znajduje się 19–24 (24–30) miękkich promieni. Występuje płetwa tłuszczowa. Pęcherz pławny jest dobrze rozwinięty, wypełniony gazem. Liczba kręgów: 33–35. Ubarwienie srebrzyste z ciemnobrązowym pasem biegnącym wzdłuż grzbietu. Pysk i szczęki przezroczyste z charakterystycznymi barwnymi cętkami.

## Biologia i ekologia

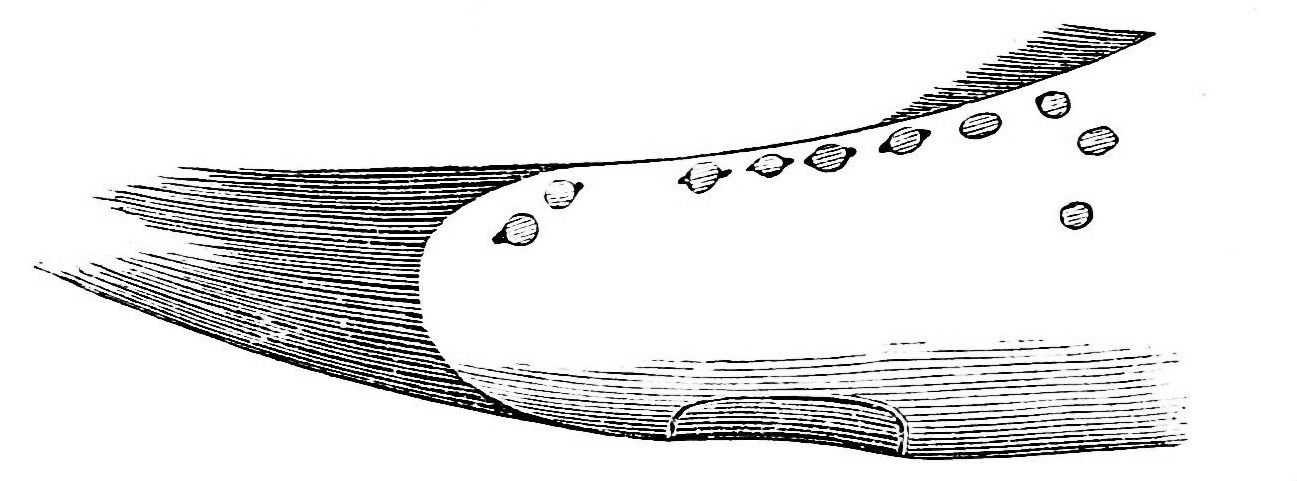
Fotofory na nasadzie ogona mauryka (rysunek z 1882 roku)

Żywi się widłonogami i szczętkami. Dojrzałość płciową osiąga po ukończeniu roku życia. Tarło odbywa od marca do października. Samica składa 200–500 ziaren ikry o średnicy 1,3–2 mm. Ikra unosi się do warstw powierzchniowych. Fotofory pojawiają się u młodych osobników mierzących od 5 do 23 mm długości standardowej.